# Oblast de Lviv
L’oblast de Lviv (en ukrainien : Львівська область, L’vivs’ka oblast’) est une subdivision administrative de l'Ukraine occidentale. Sa capitale est la ville de Lviv, Lwów en polonais, Lemberg en allemand et Lvov en russe. Elle compte 2,5 millions d'habitants en 2021.

## Géographie

### Situation
L'oblast de Lviv est l'un des 24 oblasts administratifs de l'Ukraine, en Europe de l'Est. Son territoire s'étend sur une superficie totale de 21 883 km2, soit 2 188 300 hectares et 3,61 % du territoire national. Elle s'étire sur 240 km du nord au sud ainsi que de 210 km d'ouest en est. Elle est limitée au nord par l'oblast de Volhynie, au nord-est par l'oblast de Rivne, à l'est par l'oblast de Ternopil, et au sud-ouest par l'oblast d'Ivano-Frankivsk. Au sud, elle est limitrophe de l'oblast de Transcarpatie, à l'ouest de la voïvodie polonaise des Basses-Carpates et au nord-est de la voïvodie polonaise de Lublin,.

La région où se trouve historiquement l'oblast est appelée la Galicie. L'oblast se trouve à l'extrémité occidentale de l'Ukraine, et cinq régions naturelles composent son territoire. Au sud se distinguent les montagnes des Carpates et les Précarpates qui leur sont adjacentes. Le centre de la région est occupé par le plateau de Podolie tandis que le nord est réparti entre la petite Polésie et le plateau de Volhynie. 

Paysages de l'oblast
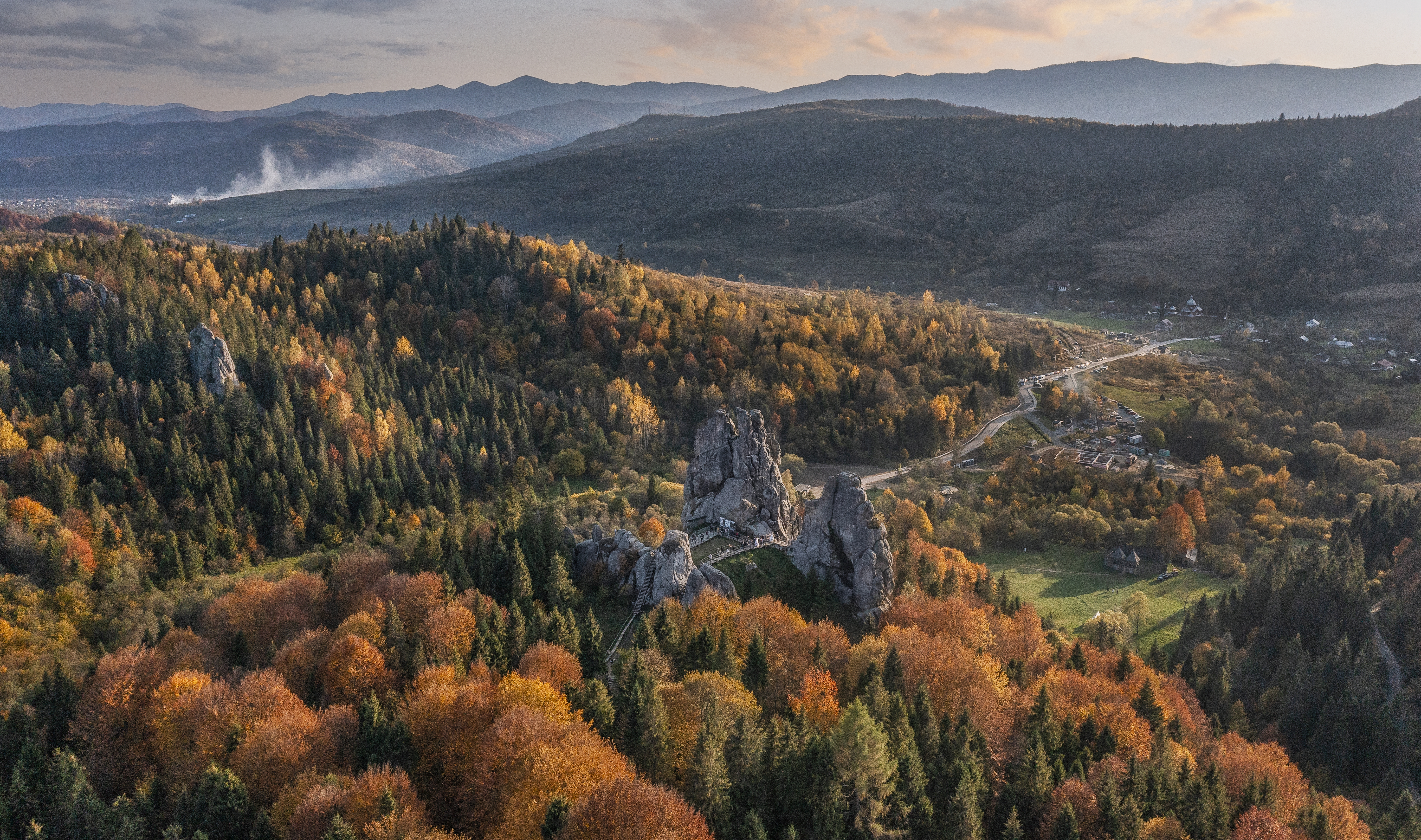
Forteresse de Toustan.
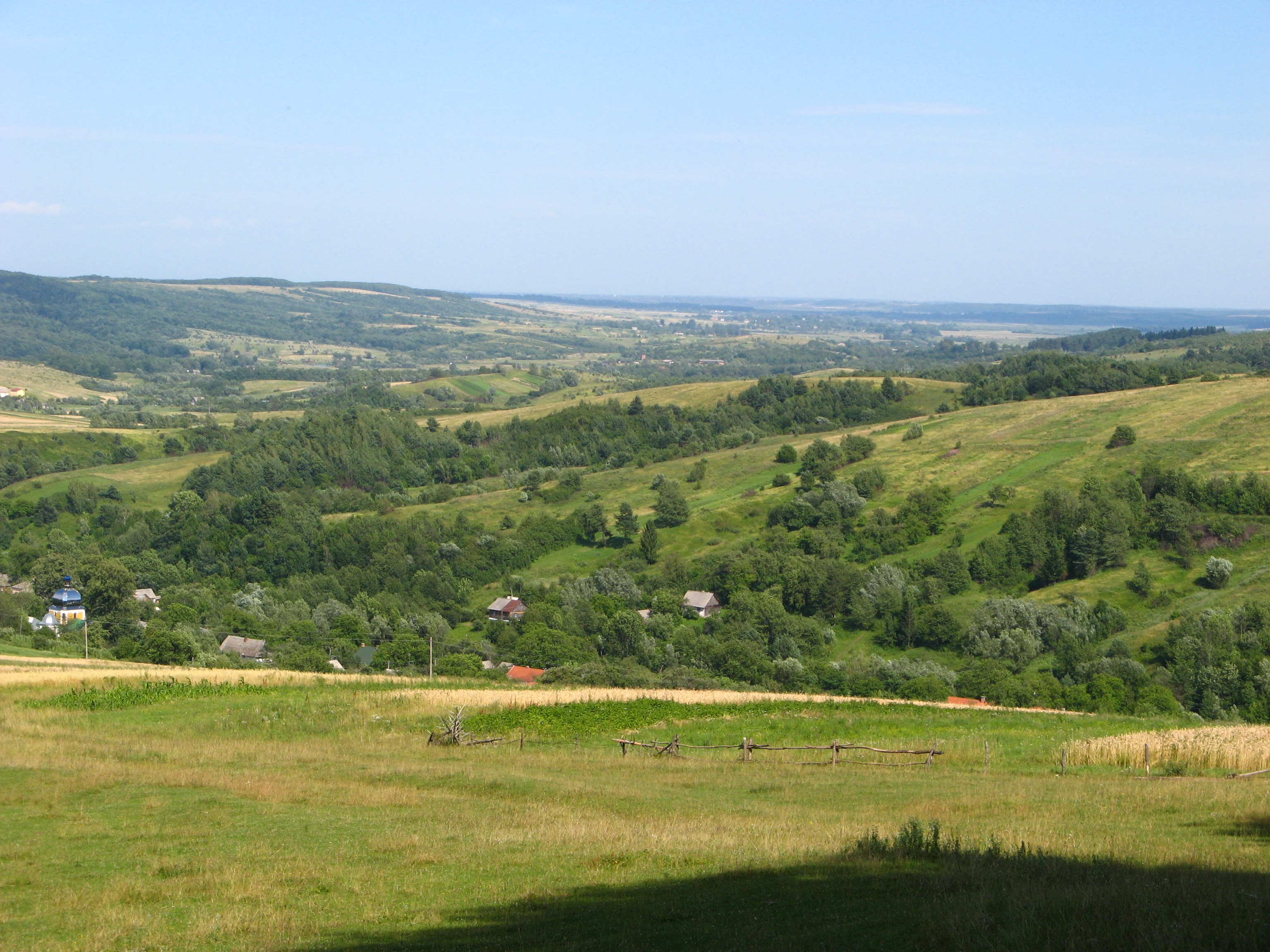
Village de Ternava dans le raïon de Stryï.
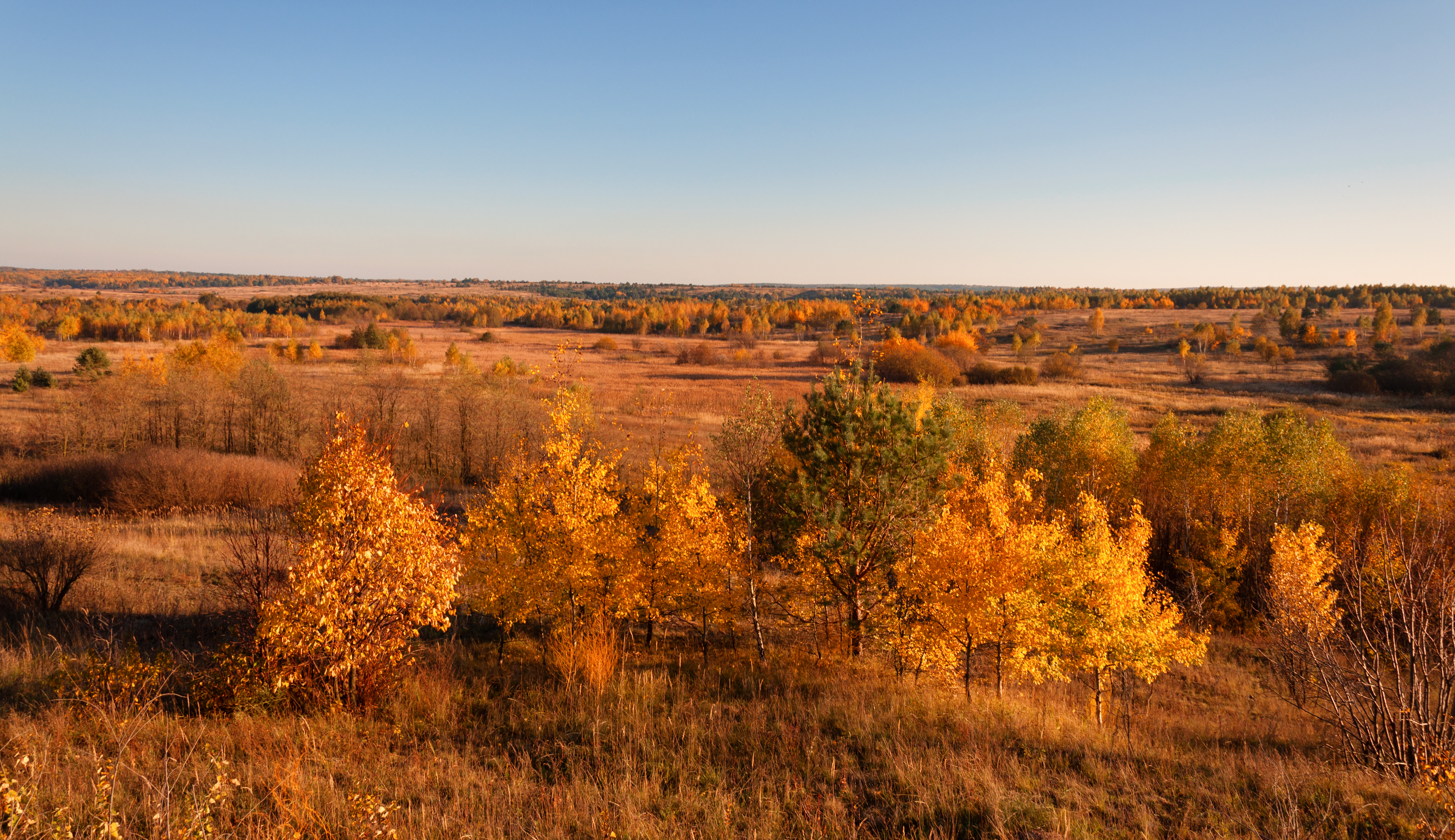
Parc national de Yavoriv en automne.
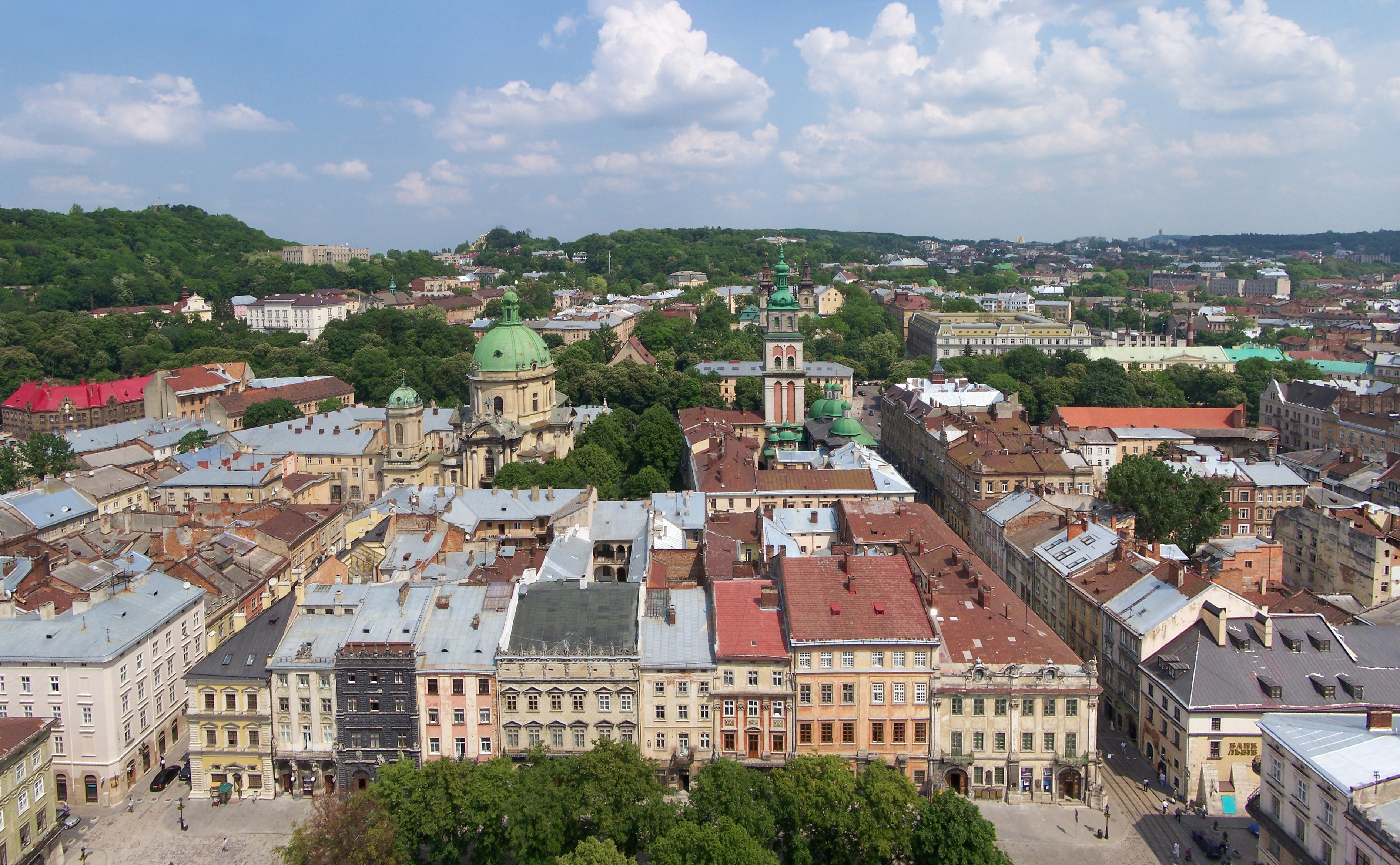
Vieille ville de Lviv.

### Relief

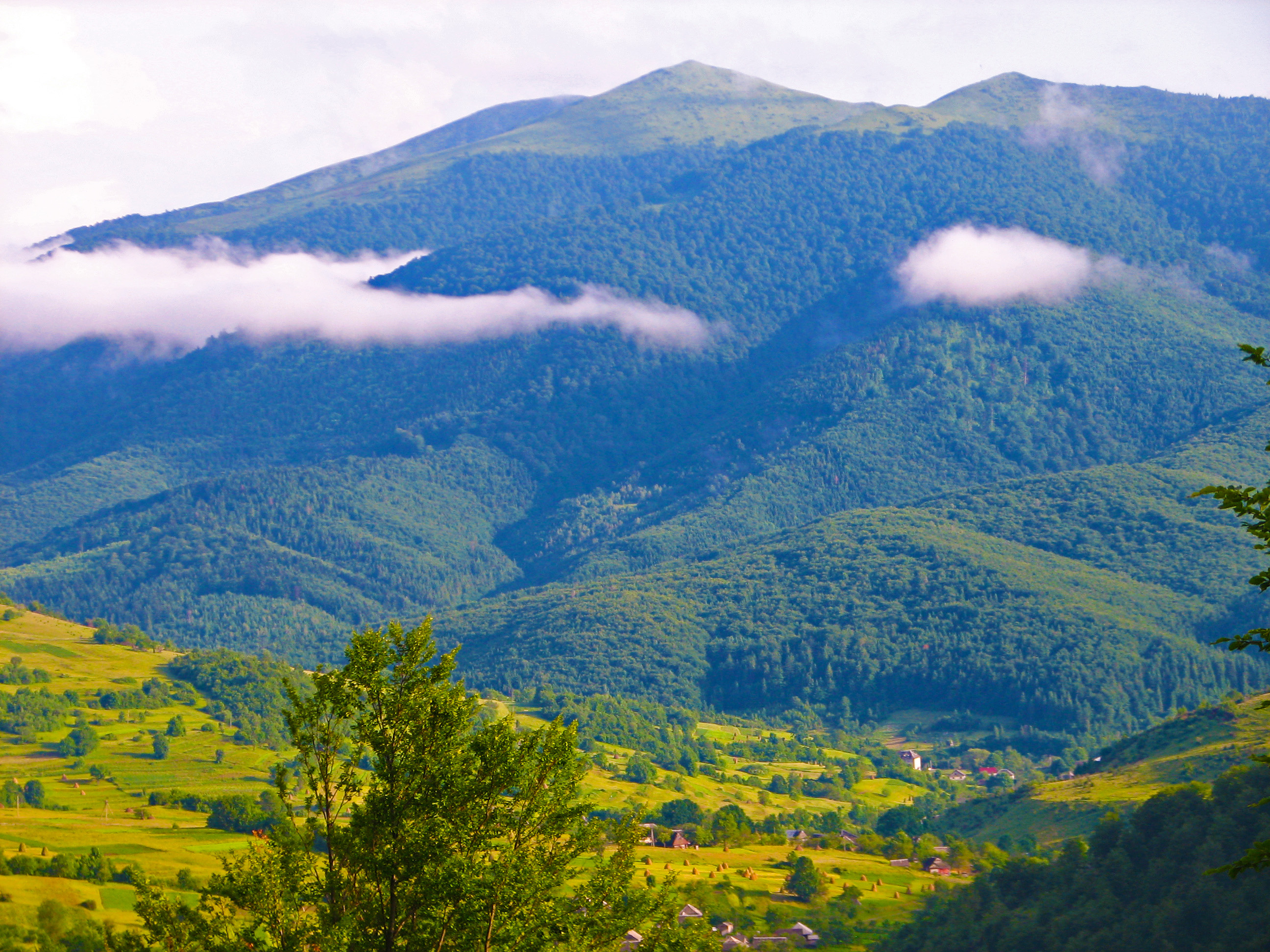
Le Pikouï, point culminant de l'oblast.

Cinq régions topographiques se distinguent dans l'oblast du bord au sud. Les Carpates, dans le sud-ouest du territoire, sont représentés par les Beskides orientales, un ensemble de crêtes basses parallèles longitudinales. Elles s'étendent du nord-ouest de la frontière polonaise jusqu'au bassin de la rivière Mizounka. Le Pikouï avec ses 1 405 m d'altitudeest le point culminant de l'oblast à la frontière avec l'oblast de Transcarpatie.
Le plateau de Podolie est lui une plaine élevée dans le centre de la région où le relief est érodé. Plusieurs rivières et fleuves ont des parties de leurs bassins respectifs sur ce plateau, comme la San, le Boug occidental et le Dniestr. La Petite Polésie s'étend entre les plateaux de Podolie et de Volhynie, entre Rava-Rouska à l'ouest et Brody à l'est. Cette dépression est une plaine plate et vallonnée. Au nord, le plateau de Volhynie s'élève avec des altitudes jusqu'à 75 mètres.

### Hydrologie
L'oblast de Lviv compte 8 950 cours d'eau de divers rang d'une longuer totale de 16 343 km. Par ailleurs, l'oblast compte 20 lacs et réservoirs. L'oblast arbite de nombreuses petites rivières, particulièrement dans les Carpates. Lors de la fonte printanière et des fortes pluies estivales, des milliers de cours d'eau temporaires se forment en plus dans la région. Le Dniestr et le Boug occidental ont tous les deux leurs sources dans l'oblast. Le Dniestr et le Styrï appartiennent au bassin de la mer Noire tandis que le Boug occidental et la San appartiennent à celui de la Baltique.
Sur le nombre total de cours d'eau, 8 756 (soit 97 %) d'entre eux ont une longueur allant jusqu'à 10 km ; 176 cours d'eau de 10 à 50 km ; 16 cours d'eau ont une longueur de 50 à 100 km ; et 3 cours d'eau ont une longueur supérieure à 100 km (Dniestr, Stryï, Boug occidental).

### Climat
Le climat de l'oblast est continental modéré. Il est caractérisé par des hivers doux où des dégels sont possibles, des printemps longs et humides, des étés chauds et pluvieux ainsi que des automnes relativements chauds et secs. La température moyenne en janvier est de −5 °C dans la partie centrale de l'oblast. Elle est de +18 °C en juillet dans le centre, et de +12 °C dans la partie montagneuse. Les précipitations varient de 600 mm en plaine à 1 000 mm dans les Carpates,.
| Mois                                  | jan.       | fév.       | mars       | avril      | mai       | juin      | jui.      | août      | sep.    | oct.       | nov.       | déc.       | année      |
| ------------------------------------- | ---------- | ---------- | ---------- | ---------- | --------- | --------- | --------- | --------- | ------- | ---------- | ---------- | ---------- | ---------- |
| Température minimale moyenne (°C)     | −6,1       | −5,5       | −1,7       | 3,6        | 8,4       | 11,3      | 13,2      | 12,5      | 8,4     | 4,1        | −0,3       | −4,6       | 3,6        |
| Température moyenne (°C)              | −3,1       | −2,2       | 1,9        | 8,3        | 13,8      | 16,4      | 18,3      | 17,7      | 13      | 8,1        | 2,6        | −1,8       | 7,8        |
| Température maximale moyenne (°C)     | −0,1       | 1,3        | 6,3        | 13,6       | 19,4      | 22        | 23,9      | 23,5      | 18,3    | 12,9       | 6          | 0,9        | 12,3       |
| Record de froid (°C) date du record   | −28,5 1954 | −29,5 1956 | −24,8 1958 | −12,1 1941 | −5 2007   | 0,5 1977  | 4,5 1951  | 2,6 1984  | −3 1977 | −13,2 1997 | −17,6 1965 | −25,6 1975 | −29,5 1956 |
| Record de chaleur (°C) date du record | 13,8 2002  | 17,7 1990  | 22,4 1974  | 28,9 2012  | 32,2 1938 | 33,4 1938 | 36,3 1938 | 35,6 2012 | 31 2008 | 25,3 1966  | 21,6 2010  | 16,5 1989  | 36,3 1938  |
| Ensoleillement (h)                    | 65,1       | 79,1       | 111,6      | 189        | 226,3     | 237       | 254,2     | 223,2     | 180     | 148,8      | 57         | 37,2       | 1 808,5    |
| Précipitations (mm)                   | 40         | 44         | 45         | 52         | 89        | 89        | 96        | 77        | 67      | 52         | 49         | 48         | 748        |
| Nombre de jours avec précipitations   | 9          | 9          | 11         | 14         | 16        | 17        | 16        | 14        | 14      | 14         | 13         | 11         | 158        |
| Humidité relative (%)                 | 83         | 81         | 77         | 69         | 71        | 74        | 75        | 76        | 79      | 80         | 84         | 85         | 78         |
| Nombre de jours avec neige            | 17         | 17         | 11         | 3          | 0,1       | 0         | 0         | 0         | 0       | 1          | 8          | 15         | 72         |

### Environnement

#### Aires protégées

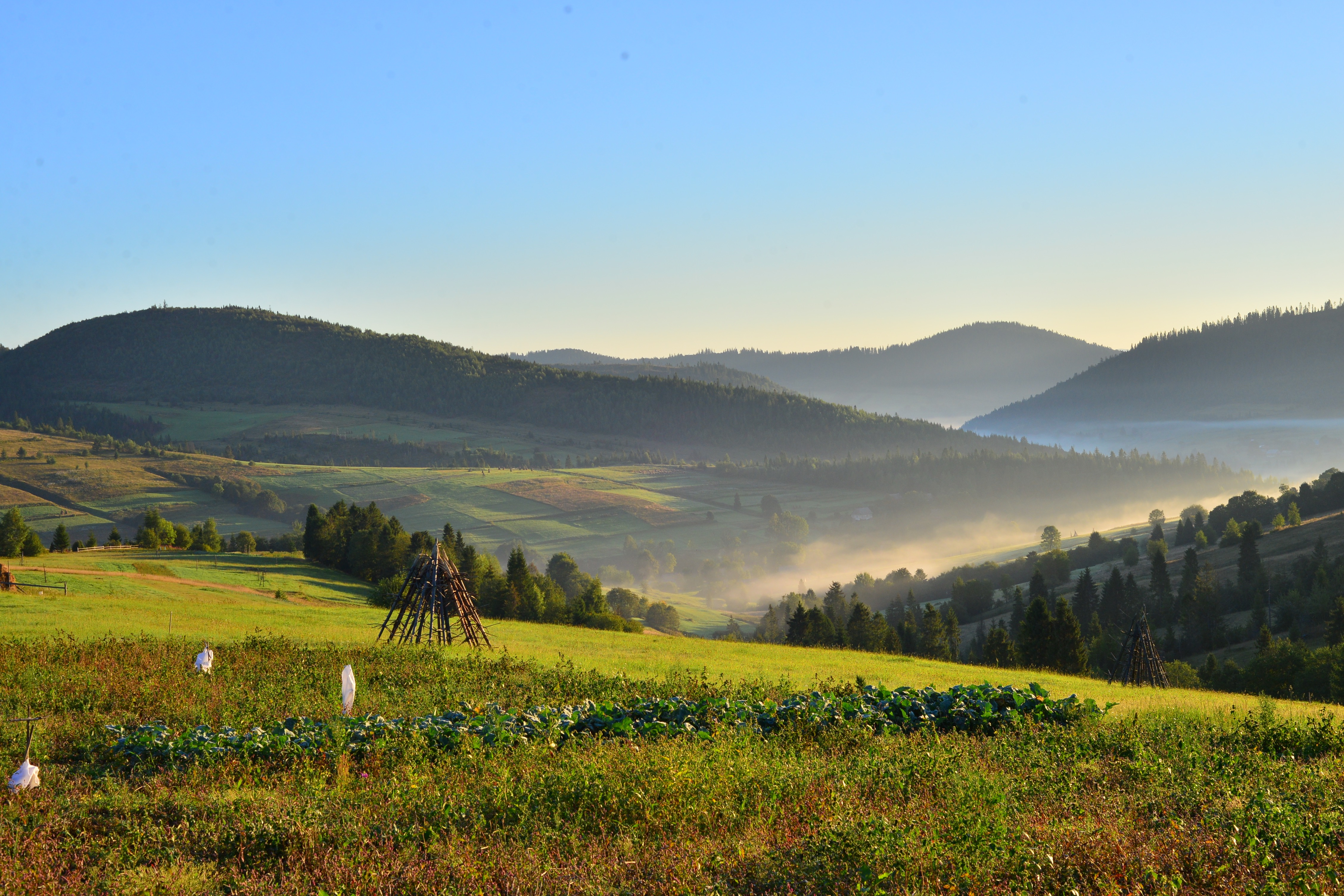
Village d'Hnyła dans le parc national de Boïkivchtchina (Carpates).

L'oblast compte 404 aires protégées de divers statut en 2021, recouvrant 8,25 % de la superficie de l'oblast. Les régions de Roztotchtchia, d'Opillie et des Carpates sont celles avec le plus grand nombre d'objets protégés.  L'oblast compte notamment la réserve de biosphère de Roztotchtchia, le parc national de Boïkivchtchina, le parc national des Beskides royales, le parc national de la Podolie septentrionale, le parc national Skolivski Beskydy et le parc national de Yavoriv.
Trois aires protégées font partie du réserve mondiale de biosphère de l'UNESCO, dont celle de Roztotchtchia qui s'étend à la fois en Ukraine et en Pologne. Par ailleurs, la réserve naturelle de Roztotchtchia arbite une forêt primitive de hêtres d'une superficie de 384,81 hectare, qui a été inscrite en 2017 au site du patrimoine de l'humanité des forêts primaires de hêtres des Carpates et d'autres régions d'Europe.

#### Forêts
Les forêts de l'oblast de Lviv occupent 31,8 % de son territoire en 2021, soit près du double de la moyenne nationale de 15,7 %. La superficie totale est de 694 400 hectares, soit plus de 8 % de toutes les forêts du pays, alors que la région ne représente que 3,6 % de la superficie du pays. C'est ainsi la troisième région par superficie forestière, après l'oblast de Volhynie et l'oblast de Jytomyr. Les forêts sont inégalement répartis dans l'oblast, situées majoritairement dans les zones montagneuses des Carpates, en Roztotchtchia, dans la région de Gologori et en Petite Polésie. Les forêts de l'oblast sont divisés en quatre catégories selon leur vocation. En 2021, les forêts à vocation protectrice de la nature, scientifique, historique et culturelle occupent une superficie de 132 800 hectares (19,1 %) ; celles récréatives et de santé recouvrent 295 100 hectares (42,5 %) ; celles protectrices occupent 115 500 hectares (16,6 %) et celles d'exploitation recouvrent 310 100 hectares (44,6 %).
Les forêts de l'oblast sont caractéristiques des forêts mixtes d'Europe centrale, auxquelles elles appartiennent. Les principales essences forestières sont le pin (23,8 % de la superficie forestière), le chêne (18,6 %), le hêtre (18,2 %), l'épicéa commun (15,6 %), le sapin blanc (8,2 %) et l'aulne noir (7,8 %). Ls forêts de pins et de chênes prédominent en Petite Polésie, de pins et de hêtres en Roztotchtchia, et de chênes, de charmes et de hêtres sur le plateau de Podolie. Les chênes, hêtres et sapins sont présients dans les Précarpates tandis que les Carpates sont recouverts de forêts de hêtres, de sapins et d'épicéas.

## Urbanisme

### Occupation des sols
| Répartition                                                         | 2021 (mille ha) | 2021 (%) |
| ------------------------------------------------------------------- | --------------- | -------- |
| Terres agricoles                                                    | 1261,5          | 57,8     |
| Forêts et autres zones boisées                                      | 694,7           | 31,8     |
| Terrains bâtis                                                      | 115,6           | 5,3      |
| Terrains marécageux                                                 | 9,4             | 0,4      |
| Terrains ouverts sans couvert végétal ou à végétation insignifiante | 30,5            | 1,4      |
| Autres terres                                                       | 28,6            | 1,3      |
| Zones couvertes par les eaux de surface                             | 42,8            | 2,0      |
| Total                                                               | 2183,1          | 100      |

### Voies de communications et transports

#### Réseau routier

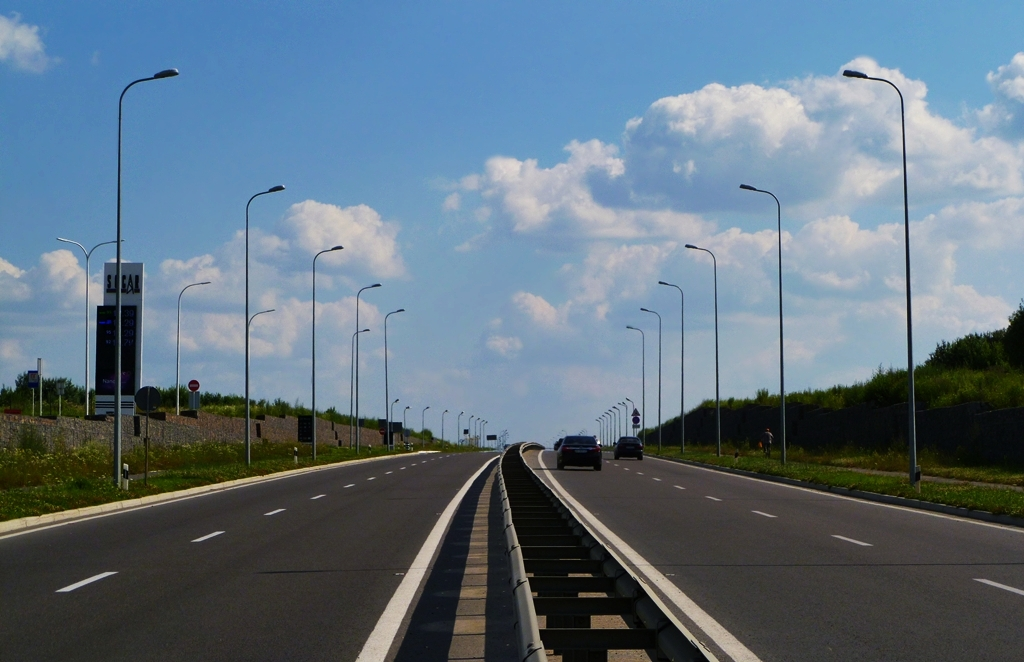
Route internationale M06 près de Lviv.

Le réseau routier de l'oblast de Lviv s'élève en 2021 à 8 391,6 km de long. Il se divise en 1 885,1 km de routes d'importances nationales (dont 622,2 km de routes internationales, 274,6 km de routes nationales, 148,9 km de routes régionales et 839,4 km de routes territoriales) et en 6 506,5 km de routes d'importance locales (dont 812,5 km de routes d'oblast et 5 694,0 km de routes de raïon).
Le réseau routier de l'oblast est centré sur la ville de Lviv, avec les différentes routes qui partent de manière radiale depuis la capitale régionale. Les routes internationales de l'oblast sont la M06 qui relie Kiev à Tchop, la M09 qui relie Ternopil par Lviv à Rava-Rouska, la M10 qui part de Lviv en direction de Krakovets, la M11 de Lviv à Chehyny (frontière polonaise) et la M12 de Stryï par Ternopil et Kropyvnytskyï à Znamianka. En outre, quatre routes nationales desservent la région, avec la N09 de Moukatchevo par Ivano-Frankivsk et Rohatyn à Lviv, la N10 de Stryï par Ivano-Frankivk et Tchernivtsi à Mamalyga, la N13 de Lviv par Sambir à Oujhorod ainsi que la N17 de Lviv par Radekhiv à Loutsk. Enfin, trois routes régionales traversent l'oblast : la R15 de Kovel par Volodymyr et Tchervonohrad à Jovkva, la R39 de Brody à Ternopil et la R40 de Rava-Rouska par Yavoriv à Soudova Vychnia.

#### Transport ferroviaire
Le réseau ferroviaire de l'oblast est long de 1 310 km, soit une densité ferroviaire de 60 km de voies pour 1000 km2.

#### Transport aérien
L'oblast de Lviv est desservi par l'aéroport international de Lviv, en arrêt depuis la guerre en 2022. En 2021, 920 100 passagers ont été transportés depuis l'aéroport de Lviv, dont 851 700 passagers en trafic international.

#### Transports en commun
Des réseaux de bus sont présents dans 10 villes de l'oblast : Lviv, Drohobych, Tchervonohrad, Stryï, Trouskavets, Sokal, Brody, Horodok, Boryslav et Zolotchiv.

## Histoire
La Galicie devient une province de l'empire d'Autriche en 1772 après le partage entre les empires russe et autrichien de territoires polonais et ukrainiens.
La région est autrichienne jusqu'à la fin de la Première Guerre mondiale avant de devenir de nouveau polonaise entre 1918 et 1939 pendant la période de l'entre-deux-guerres.
Lviv, principale ville locale et centre historique de la Galicie, ainsi que ses environs, comptent une forte minorité juive ashkénaze d'expression yiddish travaillant essentiellement dans les activités du commerce et de l'artisanat. Cette dernière est anéantie par l'application de la solution finale.
Le nationalisme ukrainien s'y développe après la Première Guerre mondiale mais sera vite réprimé ensuite par Staline lors des grandes purges de 1937-1939. Certains nationalistes sont exécutés ou envoyés vers des camps de travail soviétiques.
En 4 décembre 1939, l'oblast de Lviv est créé après l'invasion et l'annexion de la Pologne orientale par l'Union soviétique, conséquence de la signature du Pacte germano-soviétique, le 23 août 1939. Après la Seconde Guerre mondiale et l'occupation allemande, l'oblast de Lviv fut reconstitué dans le cadre de la République socialiste soviétique d'Ukraine. La population polonaise fut expulsée et s'installa principalement en Silésie et en Poméranie, régions auparavant allemandes et rattachées à la Pologne. Pendant la guerre, ce territoire accueillit le camp nazi de Rawa Ruska, dit « Camp de la goutte d'eau ».
En 1959, l'oblast de Lviv s'agrandit du territoire de l'oblast de Drohobytch, créé en même temps que l'oblast de Lviv en 1939, mais dont une partie du territoire avait été rétrocédé à la Pologne après la Seconde Guerre mondiale.

## Administration politique

### Président du conseil exécutif
- Viatcheslav Tchornovil (1990 - 1992)

### Représentant du président
- Stepan Davymuka (1992 - 1994)

### Président du conseil exécutif
- Mykola Horyn (1994 - 1997)

### Gouverneur
- Mykhaïlo Hladiy (1997 - 1999)
- Stepan Senchuk (1999 - 2001)
- Mykhaïlo Hladiy (2001 - 2002)
- Myron Yankiv (2002 - 2003)
- Oleksandr Sendeha (2003 - 2004)
- Bohdan Matolych (Intérim) (2004 - 2005)
- Petro Oliynyk (2005 - 2008)
- Valeriy Pyatak (Intérim) (2008)
- Mykola Kmit (1er septembre 2008 - 21 avril 2010)
- Vasyl Horbal (2010)
- Mykhaïlo Tsymbaliuk (21 décembre 2010 - 2 novembre 2011)
- Mykhaïlo Kostyuk (2011 - 2013)
- Viktor Shemchuk (2 mars 2013 - 31 octobre 2013)
- Oleh Salo (2013 - 2014)
- Iryna Sekh (2 mars 2014 - 14 août 2014)
- Yuriy Turyansky (Intérim) (2014)
- Oleh Synyutka (26 décembre 2014 - 11 juin 2019)
- Rostyslav Zamlynsky (Intérim) (2019)
- Markiyan Malsky (5 juillet 2019 - 26 décembre 2019)
- Maksym Kozytskyy (5 février 2020 - aujourd'hui)

### Résultats électoraux
| Scrutin               | 1er tour | 1er tour | 1er tour | 1er tour | 1er tour | 1er tour | 1er tour | 1er tour | 1er tour | 1er tour | 1er tour | 1er tour | 2d tour     | 2d tour     | 2d tour     | 2d tour     | 2d tour     | 2d tour     | 2d tour     | 2d tour     |
| Scrutin               | 1er      | 1er      | %        | 2e       | 2e       | %        | 3e       | 3e       | %        | 4e       | 4e       | %        | 1er         | %           | 2e          | %           | 3e          | %           | 4e          | %           |
| --------------------- | -------- | -------- | -------- | -------- | -------- | -------- | -------- | -------- | -------- | -------- | -------- | -------- | ----------- | ----------- | ----------- | ----------- | ----------- | ----------- | ----------- | ----------- |
| Conseil régional 2006 |          | NU       | 26,62    |          | BlouT    | 18,65    |          | BnuKP    | 5,87     |          | Svoboda  | 5,62     | Tour unique | Tour unique | Tour unique | Tour unique | Tour unique | Tour unique | Tour unique | Tour unique |
| Conseil régional 2010 |          | Svoboda  | 25,97    |          | FZ       | 11,95    |          | NU       | 7,54     |          | PR       | 6,56     | Tour unique | Tour unique | Tour unique | Tour unique | Tour unique | Tour unique | Tour unique | Tour unique |
| Conseil régional 2015 |          | ES       | 21,37    |          | OS       | 14,77    |          | Svoboda  | 12,87    |          | VOB      | 1,23     | Tour unique | Tour unique | Tour unique | Tour unique | Tour unique | Tour unique | Tour unique | Tour unique |
| Conseil régional 2020 |          | ES       | 30,82    |          | SN       | 9,49     |          | OS       | 8,71     |          | VOB      | 7,39     | Tour unique | Tour unique | Tour unique | Tour unique | Tour unique | Tour unique | Tour unique | Tour unique |

## Population

### Démographie
Recensements (*) ou estimations de la population :
| 1959*     | 1970*     | 1979*     | 1989*     |
| --------- | --------- | --------- | --------- |
| 2 107 858 | 2 428 868 | 2 583 853 | 2 747 703 |

| 2001*     | 2008      | 2009      | 2010      |
| --------- | --------- | --------- | --------- |
| 2 626 543 | 2 559 779 | 2 552 929 | 2 549 617 |

| 2011      | 2015      | 2021      | - |
| --------- | --------- | --------- | - |
| 2 544 748 | 2 537 799 | 2 497 750 | - |

| Année | Population | Naissances annuelles | Décès annuels | Solde naturel annuel | Taux de natalité (‰) | Taux de mortalité (‰) | Solde naturel (‰) | Indice de fécondité |
| ----- | ---------- | -------------------- | ------------- | -------------------- | -------------------- | --------------------- | ----------------- | ------------------- |
| 1990  | 2 754 100  | 38 693               | 28 849        | 9 844                | 14,0                 | 10,4                  | 3,6               | 1,93                |
| 1991  | 2 764 400  | 37 685               | 31 109        | 6 576                | 13,6                 | 11,2                  | 2,4               | 1,89                |
| 1992  | 2 771 300  | 36 612               | 31 091        | 5 521                | 13,2                 | 11,2                  | 2,0               | 1,85                |
| 1993  | 2 776 900  | 34 717               | 31 645        | 3 072                | 12,5                 | 11,4                  | 1,1               | 1,76                |
| 1994  | 2 778 300  | 32 477               | 32 445        | 32                   | 11,7                 | 11,7                  | 0,0               | 1,66                |
| 1995  | 2 770 300  | 31 470               | 33 692        | -2 222               | 11,4                 | 12,2                  | -0,8              | 1,63                |
| 1996  | 2 753 200  | 30 400               | 33 478        | -3 078               | 11,1                 | 12,2                  | -1,1              | 1,59                |
| 1997  | 2 736 600  | 28 010               | 33 300        | -5 290               | 10,3                 | 12,2                  | -1,9              | 1,48                |
| 1998  | 2 717 700  | 27 373               | 31 434        | -4 061               | 10,1                 | 11,6                  | -1,5              | 1,45                |
| 1999  | 2 700 400  | 24 529               | 33 212        | -8 683               | 9,1                  | 12,4                  | -3,3              | 1,31                |
| 2000  | 2 676 900  | 24 198               | 32 972        | -8 774               | 9,1                  | 12,4                  | -3,3              | 1,29                |
| 2001  | 2 651 600  | 23 569               | 33 119        | -9 550               | 8,9                  | 12,6                  | -3,7              | 1,26                |
| 2002  | 2 626 543  | 24 005               | 33 903        | -9 898               | 9,2                  | 13,0                  | -3,8              | 1,25                |
| 2003  | 2 610 995  | 25 009               | 34 785        | -9 776               | 9,6                  | 13,4                  | -3,8              | 1,30                |
| 2004  | 2 598 311  | 26 255               | 34 087        | -7 832               | 10,1                 | 13,1                  | -3,0              | 1,35                |
| 2005  | 2 588 041  | 26 082               | 35 271        | -9 189               | 10,1                 | 13,7                  | -3,6              | 1,36                |
| 2006  | 2 577 129  | 27 272               | 34 745        | -7 473               | 10,6                 | 13,5                  | -2,9              | 1,38                |
| 2007  | 2 568 413  | 27 454               | 34 891        | -7 437               | 10,7                 | 13,6                  | -2,9              | 1,41                |
| 2008  | 2 559 779  | 29 007               | 35 126        | -6 119               | 11,3                 | 13,7                  | -2,4              | 1,44                |
| 2009  | 2 552 929  | 30 079               | 32 848        | -2 769               | 11,8                 | 12,9                  | -1,1              | 1,51                |
| 2010  | 2 549 617  | 28 651               | 32 644        | -3 993               | 11,2                 | 12,8                  | -1,6              | 1,51                |
| 2011  | 2 544 748  | 28 904               | 31 162        | -2 258               | 11,4                 | 12,3                  | -0,9              | 1,49                |
| 2012  | 2 540 938  | 30 220               | 31 667        | -1 447               | 11,9                 | 12,5                  | -0,6              | 1,58                |
| 2013  | 2 540 702  | 29 542               | 31 166        | -2 124               | 11,6                 | 12,5                  | -1,1              | 1,55                |
| 2014  | 2 538 436  | 30 270               | 32 450        | -2 180               | 11,9                 | 12,8                  | -0,9              | 1,61                |
| 2015  | 2 537 799  | 27 909               | 32 869        | -4 960               | 11,0                 | 13,0                  | -2,0              | 1,51                |
| 2016  | 2 534 174  | 27 134               | 32 263        | -5 123               | 10,7                 | 12,7                  | -2,0              | 1,49                |
| 2017  | 2 534 027  | 25 002               | 32 087        | -7 085               | 9,9                  | 12,6                  | -2,7              | 1,39                |
| 2018  | 2 529 608  | 23 253               | 32 726        | -9 473               | 9,2                  | 13,0                  | -3,8              | 1,31                |

### Structure par âge
0-14 ans: 16,5%  (hommes 211 799/femmes 200 949)
15-64 ans: 68.8%  (hommes 848 105/femmes 874 262)
65 ans et plus: 14.7%  (hommes 126 799/femmes 241 737) (2019 officiel)

### Âge médian
total: 39.1 ans 
homme: 36.7 ans 
femme: 41.9 ans  (2019 officiel)

### Villes
Les villes principales de l'oblast de Lviv sont (population estimée en 2011)  :
| Lviv          | 732 009 |
| Drohobytch    | 77 624  |
| Tchervonohrad | 68 308  |
| Stry          | 60 267  |

## Lieux remarquables

### Musées
- Fondation scientifique et artistique du métropolite André Sheptytsky, dépendant du Musée national de Lviv:
  - Musée d'art Mykhailo Bilas, Truskavets
  - Musée d'art de Sokalshchyna, Chervonograd
  - Musée d'art Boykivshchyna, Sambir
- Les musées dépendent du Galerie nationale d'art de Lviv:
  - Le château d'Olesko (en ukrainien : Музей-заповідник «Олеський замок») est situé à Olesko[26].
  - Le château de Pidhirtsi (en ukrainien : Музей-заповідник «Підгорецький замок») est situé à Pidhirtsi. 
  - Le château de Zolotchiv (en ukrainien : Музей-заповідник «Золочівський замок») est situé à Zolotchiv.
  - La tour de P’yatnytchany (en ukrainien : Музей-заповідник «П'ятничанська вежа») est située à P’yatnytchany.
  - Le musée Ivan Vyhovsky (en ukrainien : Музей гетьмана України Івана Виговського) est situé à Rouda.
  -  Le musée Markian Chachkevytch (en ukrainien : Музей-заповідник Маркіяна Шашкевича) est situé à Pidlyssia.
  -  Le musée Mikhaïlo Dzyndra (uk) (en ukrainien : Музей модерної скульптури Михайла Дзиндри) est situé à Brioukhovytchi.
  -  Le musée du Pays de Jydatchiv (en ukrainien : Музей Жидачівської землі) est situé à Jydatchiv.
- Musée de Drohobytch, complexe muséal d'histoire régionale et de traditions locales situé à Drohobytch

## Économie

### Secteurs économiques
L'agriculture est un secteur stratégique de l'économie de l'oblast, représentant un cinquième du PIB régional. Cependant, la production agricole régionale ne représente que 3,8 % du volume total de production agricole du pays. L'oblast cultive notamment la pomme de terre, le colza et les betteraves sucrières. Avec les cultures de fruits, de légumes et de baies, ces cultures connaissent une augmentation d'année en année, tandis que le volume de production de lait diminue. Par ailleurs, les céréales restent les principales cultures de l'oblast.
Les terres agricoles occupent en 2021 1 261 500 hectares, soit 57,8 % de la superficie totale de l'oblast. Pami celles ci, les terres arables représentent 794 100 hectares et 443 500 hectares sont des champs de foin et pâturages. Concernant l'élevage, au 1er janvier 2022, l'oblast compte 126 600 têtes de bovins, y compris 76 000 têtes de vaches, 430 000 têtes de porcs  et 11,4 millions de têtes de volailles.
L'industrie agroalimentaire est l'une des principales industries de l'oblast. L'oblast compte notamment une sucrerie, des usines de viandes, des laiteires et fromageries, des brasseries, des usines de production de liqueurs et de vodka entre autres.

### Santé
- Hôpital régional Youri Lipa de Lviv

### Tourisme
- Lviv : la vieille ville de Lviv attire les touristes par milliers. Le championnat d’Europe de football 2012 a été bénéfique pour la ville.
- Château de Svirj ou de Pomoriani.
- Jovkva.
- Parc national de Yavoriv, de la Podolie septentrionale, des Beskides royales et celui de Skolivski Beskydy.
- Église de la Synaxe de la Sainte Vierge Marie de Matkiv, raïon de Sambir.